# VM i bandy 1981
Verdensmesterskabet i bandy 1981 var det 12. VM i bandy gennem tiden, og mesterskabet blev arrangeret af International Bandy Federation. Turneringen havde deltagelse af fire hold og blev afviklet i den sibiriske by Khabarovsk i Sovjetunionen i perioden 7. – 15. februar 1981.
Mesterskabet blev vundet af Sverige foran Sovjetunionen med Finland på tredjepladsen. Det var Sveriges første VM-titel og første gang at Sovjetunionen ikke vandt VM. Finland vandt bronzemedaljer for syvende VM i træk.
Det var sidste gang at verdensmesteren blev kåret efter et gruppespil. Fra og med det efterfølgende VM indførtes en finale for de to bedste hold i gruppespillet og en bronzekamp for nr. 3 og 4.

## Resultater
De fire hold spillede en dobbeltturnering, så alle holdene mødte hinanden to gange. Sejre gav 2 point, uafgjorte 1 point, mens nederlag gav 0 point.
| Dato  | Kamp                    | Res.  |
| ----- | ----------------------- | ----- |
| 7.2.  | Finland – Norge         | 6–1   |
| 7.2.  | Sovjetunionen – Sverige | 1–6   |
| 8.2.  | Finland – Sverige       | 0–3   |
| 8.2.  | Sovjetunionen – Norge   | 14–00 |
| 10.2. | Sverige – Norge         | 8–0   |
| 10.2. | Sovjetunionen – Finland | 8–0   |
| 12.2. | Finland – Norge         | 5–1   |
| 12.2. | Sovjetunionen – Sverige | 3–1   |
| 14.2. | Finland – Sverige       | 2–5   |
| 14.2. | Sovjetunionen – Norge   | 7–0   |
| 15.2. | Sverige – Norge         | 12–10 |
| 15.2. | Sovjetunionen – Finland | 5–1   |

| Plac. | Hold          | Kampe | + Mål − | Point |
| ----- | ------------- | ----- | ------- | ----- |
| 1.    | Sverige       | 6     | 38-80   | 10    |
| 2.    | Sovjetunionen | 6     | 35-70   | 10    |
| 3.    | Finland       | 6     | 14-23   | 4     |
| 4.    | Norge         | 6     | 03-52   | 0     |

Sverige vandt mesterskabet på bedre målforskel i indbyrdes opgør mod Sovjetunionen. Begge hold havde nemlig én sejr hver i indbyrdes opgør, men Sverige havde 7-4 i målforskel efter at have vundet den første kamp med 6-1 og tabt den anden med 1-3.